# Efi Sapouná
Efi Sapouná (en griego: Έφη Σαπουνά) es una arqueóloga griega. 
Nació en El Pireo. Es doctora en filosofía por la Universidad de Atenas. Desde 1983 ostentó la dirección del Eforado de Antigüedades de Eubea. Durante el periodo en el que permaneció en este cargo, pudo realizar excavaciones en diversos lugares de Eubea, así como de la isla de Esciros y de la costa de Beocia. Durante su dirección, fueron notables las excavaciones que sacaron a la luz los restos del periodo geométrico de la ciudad de Cime y se realizaron hallazgos en el santuario de Ártemis de Amarinto, Calcis, Eretria, Mánika y Óreo. Además, organizó las exposiciones de los museos arqueológicos de Calcis y Eretria y las colecciones arqueológicas de Edepso, Caristo y Ano Potamiá.  
Otros museos arqueológicos de Grecia en los que ha trabajado como conservadora son el Museo de la Acrópolis, el de Heraclión, el de Nauplia, el de Olimpia y el de Corfú.  
También ha participado en numerosas excavaciones de la isla de Creta, donde destacan sus trabajos en Zakros, Arjanes, la Cueva del Ida, Furní y Zóminthos. A menudo ha trabajado junto con el arqueólogo Yannis Sakellarakis, que fue también su esposo. 
Entre otras instituciones, es miembro de la Sociedad Arqueológica de Atenas.
Ha publicado más de 150 títulos, entre libros y artículos académicos. Entre sus publicaciones más destacadas puede citarse Η Ευβοϊκή Κύμη της εποχής των αποικισμών (1984), Από την Εύβοια και τη Σκύρο (1986 y 1990), Κρήτη Αρχάνες (junto con Yannis Sakellarakis, 1994), Χαλκίς: ιστορία-τοπογραφία και μουσείο (1997), Ερέτρια: χώρος και μουσείο (2000) y Όταν μίλησε ο χρόνος (2017). En esta última hace un repaso de su trayectoria junto a su esposo. 